# 탄질라 나르바예바

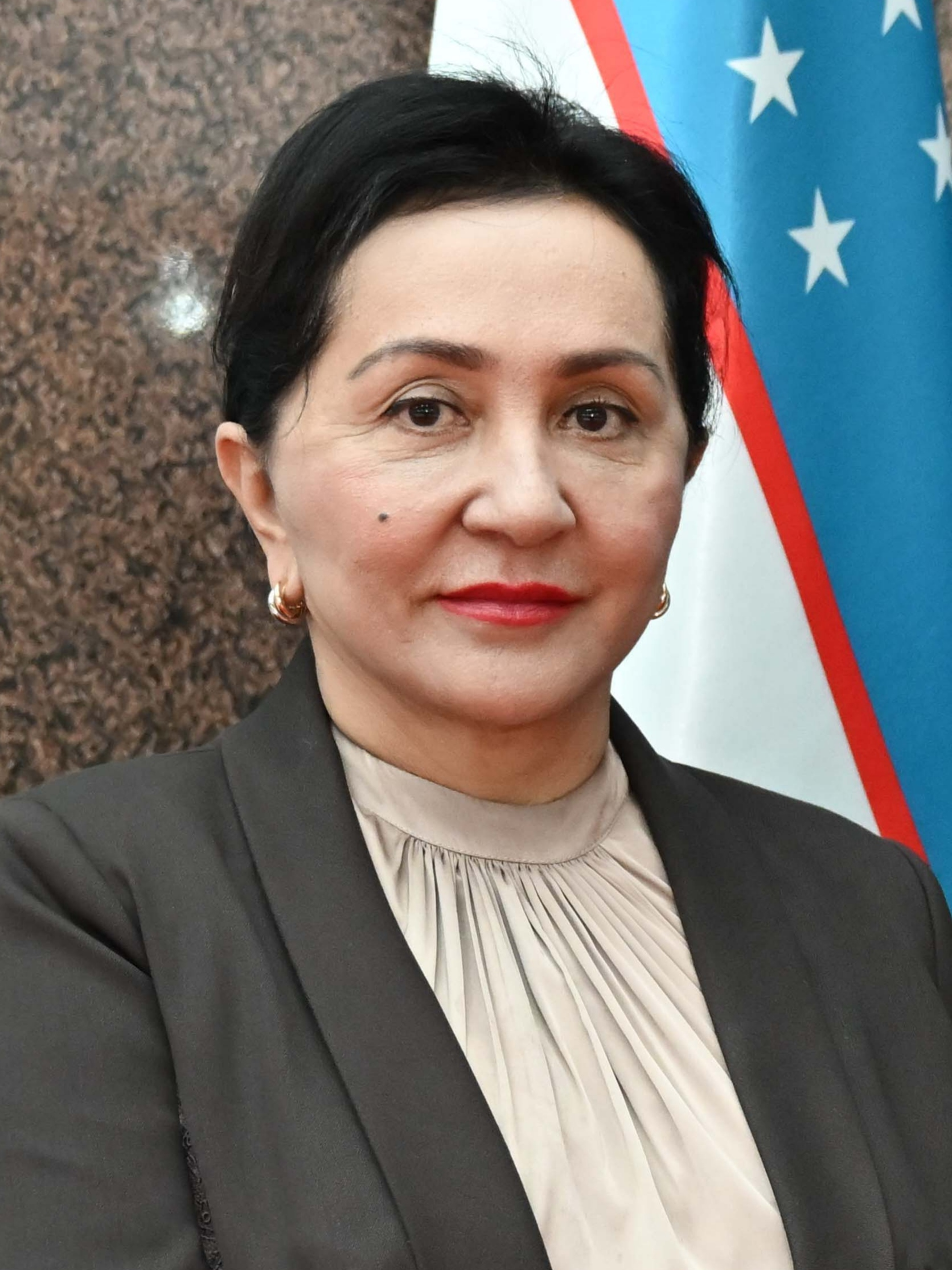
탄질라 나르바예바 상원의장

탄질라 카말로브나 나르바예바(우즈베크어: Tanzila Kamalovna Narbayeva 탄질라 카말로브나 나르바예바, 러시아어: Танзила Камаловна Нарбаева, 1956년 7월 24일 ~)는 우즈베키스탄의 정치인으로, 현재 상원 의장을 역임하고 있다. 소속 정당은 우즈베키스탄 인민민주당이며 우즈베키스탄 최초의 여성 상원 의장이기도 하다.
| 전임 니그마틸라 율다세프 | 제4대 우즈베키스탄의 상원의장 2019년 6월 21일 ~ |  |